# Olof Forssell
Olof Hansson Forssell, född 22 september 1762 i Järvsö församling, Gävleborgs län, död 9 november 1838 i Östervåla församling, Västmanlands län, var en svensk astronom, matematiker, präst, riksdagsman och författare.

## Biografi
Forssell blev student vid Uppsala universitet 1777, filosofie magister där 1788 och docent i astronomi 1790. Han utnämndes 1794 till adjunkt i matematik vid Krigsakademien på Karlberg och blev 1796 lektor i samma ämne där. Samma år uppgjorde han, tillsammans med instruktionsofficeren, sedermera generallöjtnanten af Tibell, planen till Svenska krigsmannasällskapet, vilket sedermera, ytterligare utvecklat, erhöll kunglig stadfästelse under namnet Krigsvetenskapsakademien.
Hans läroböcker i aritmetik och algebra användes i ett halvt århundrade vid de flesta läroverken i Sverige och Finland.
Forssell prästvigdes 1805, fick 1807 professors titel och utnämndes 1808 till kyrkoherde i Hudiksvalls och Idenors regala pastorat. Han var vid alla riksdagar 1812–23 fullmäktig för ärkestiftets prästerskap, blev vid kröningen 1818 teologie doktor och erhöll 1824 transport till Östervåla pastorat i dåvarande Västmanlands län. Han finns representerad i Den svenska psalmboken 1986 med ett verk, nr 345, som i en senare översättning av Anders Frostenson även publicerats som psalm nr 32.
Han var farfar till Hans och Abraham Forssell.

## Psalmer
- Var man må nu väl glädja sig (nr 345) en tidig bearbetning 1816 av Martin Luthers psalm, som i senare form även givits nr 32 med ny titelrad: O gläd dig Guds församling nu. Finns på Wikisource.